# أوسجود بركنز
أوسجود بركنز (بالإنجليزية: Osgood Perkins)‏ هو ممثل أمريكي، ولد في 16 مايو 1892 في الولايات المتحدة، وتوفي في 21 سبتمبر 1937 بواشنطن العاصمة في الولايات المتحدة بسبب نوبة قلبية. بدأ مشواره المهني سنة 1922.

## أعمال

### أفلام
- (1937) مولد نجم

## وصلات خارجية
- أوسجود بركنز على موقع IMDb (الإنجليزية)
- أوسجود بركنز على موقع قاعدة بيانات برودواي على الإنترنت (الإنجليزية)
- أوسجود بركنز على موقع إن إن دي بي (الإنجليزية)
- أوسجود بركنز على موقع قاعدة بيانات الفيلم (الإنجليزية)